# 尹肇松
尹肇松，山東肥城人，清朝政治人物。拔貢出身。
道光三年，接替李鸿钧。署任江蘇荆溪縣知縣。后由張焯接任。